# 2008年夏季残疾人奥林匹克运动会法罗群岛代表团
2008年夏季残疾人奥林匹克运动会法罗群岛代表团是法罗群岛派出的2008年夏季残疾人奥林匹克运动会代表团。未获得奖牌。